# حبيبات ثلجية

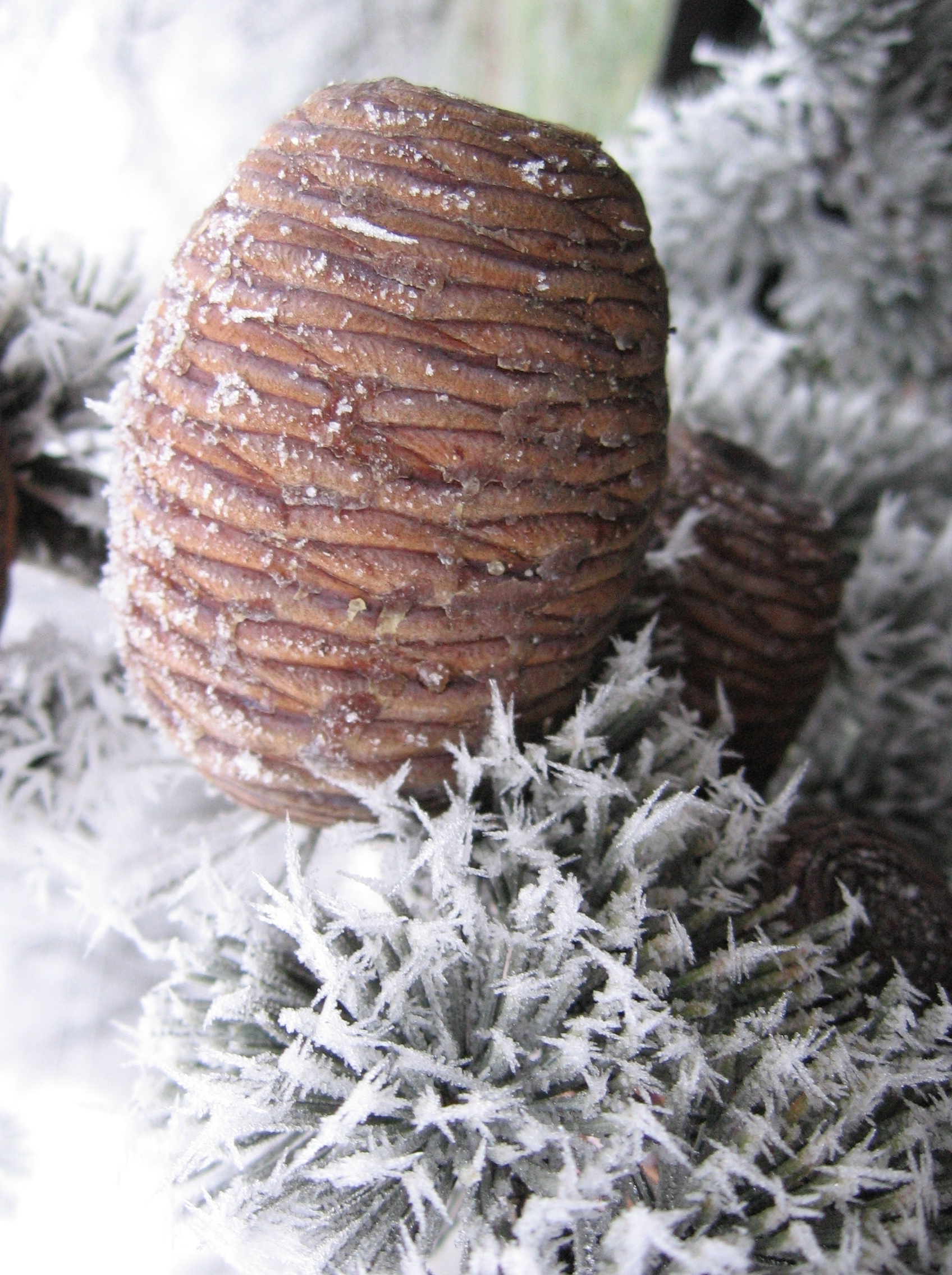
حبيبات ثلجية صغيرة على سطح النباتات

الحبيبات الثلجية أو الحبوب الثلجية (بالإنجليزية: Snow grains)‏، هي شكل من أشكال هطول الأمطار. تتميز حبيبات الثلج بأنها صغيرة جدًا (أقل من 1 مم)، وتكون بيضاء، ومبهمة من الجليد ومسطحة إلى حد ما أو ممدودة. على عكس برد الدقيق ، لا ترتد حبيبات الثلج أو تنفصل عن تأثيرها. عادة ما تسقط كميات صغيرة جدًا، معظمها من السحب أو الضباب، ولا تسقط أبدًا في شكل جماعي متلاحق. 
كود تقرير الطقس لحبوب الثلج هو SG .